# Fabrikkolonie (Augsburg)
Die Fabrikkolonie war eine Werkssiedlung der Mechanischen Weberei am Siebenbrunnenbach. Sie befand sich unmittelbar neben der Weberei im Augsburger Stadtteil Siebenbrunn und bestand aus mehreren zweigeschossigen Wohngebäuden sowie einem Gasthaus „Zu den sieben Brunnen“. Zusammen mit der Weberei bildete die Fabrikkolonie das so genannte „Unterdorf“ von Siebenbrunn. Die Bewohner der Fabrikkolonie wurden auch „Fabrikler“ genannt.

Infotafel am ehemaligen Standort der Kolonie

Im Jahre 1977 wurde im Stadtrat beschlossen, dass das Areal abgebrochen werden soll, um die nahegelegenen Trinkwasserbrunnen zu schützen. Der Abbruch sowie die Aufforstung erfolgte dann bis 1980, sodass von dem ehemaligen Unterdorf heute keine nennenswerten Spuren mehr zu erkennen sind.